# 赤穂市立民俗資料館
赤穂市立民俗資料館（あこうしりつみんぞくしりょうかん）は、兵庫県赤穂市にある博物館。1983年開館。
1908年に建設された、日本最古の塩務局庁舎である旧大蔵省赤穂塩務局庁舎および塩倉庫、文書庫の保存と再生利用を主たる目的として設立された。
明治の洋風建築史上において特異な建造物として大変重要なものであるところから、昭和61年（1986年）に兵庫県重要有形文化財指定を受けた。 
館内では江戸時代から昭和期までの生活雑貨や祭事用具、美術工芸品や鉄兜などの戦時資料にいたるまで、多種多数の民俗資料を展示し、当時の人々の生活を紹介している。展示・所蔵品は赤穂市民等から寄贈されたもので、その数約8000点余りに及ぶ。

## 展示施設
1F
- 旧事務所― 写真・教科書等
- 旧小会議室― 趣味娯楽
- 旧使丁宿直室― 家庭用民具
- 旧厨房― 食生活用具
- 旧燃料室― 桶屋道具
- 旧分析室― 赤穂緞通　・　手づくり人形
- 旧判任官宿泊施設― 店棚

2F
- 旧監視課室― 戦時資料・戦後復興品
- 旧取調室― 楽器・オーディオ

別棟
- 旧塩倉庫― 農耕・生産用具等
- 旧文書庫― 瓦・ペーパークラフト等

## 建築概要
- 設計 - 大蔵省臨時設計部 - 幕末から明治にかけ、国会議事堂などの建設に執念を燃やした建築家妻木頼黄と共に、東京府庁舎や日比谷裁判所なども手がけた大熊喜邦の設計とされる。
- 竣工 - 1908年
- 竣工 - 山本近治
- 旧庁舎
  - 構造 - 木造瓦葺一部2階建
  - 延床面積 - 610.41m2
- 旧塩倉庫
  - 構造 - 木造瓦葺平屋建
  - 延床面積 - 297.46m2
- 旧文書庫
  - 構造 - レンガ造平屋建
  - 延床面積 - 98.51m2
- 合計延床面積 - 1,000.86m2
- 敷地面積 - 2,741.30m2
- 所在地 - 〒678-0239 兵庫県赤穂市加里屋805-2

## 利用情報
- 開館時間 午前9時30分～午後5時（入館は午後4時30分まで）
- 休館日 水曜日（水曜日が祝祭日の場合はその翌日）、年末年始（12/28～1/4）

## 特別期間展示
日本一のビートルズコレクターと言われる岡本備氏(市内在住)による、「ビートルズ来日50周年記念展」を開催中。

開催期間：平成28年6月30日（木曜日）～8月30日（火曜日）

## 交通アクセス
- JR 赤穂線 播州赤穂駅 徒歩18分

## 周辺情報
- 赤穂城址
- 御崎
- 赤穂御崎温泉
- 福浦海水浴場
- 兵庫県立赤穂海浜公園
- 赤穂市立海洋科学館
- 赤穂市立歴史博物館
- 赤穂市立美術工芸館赤穂市立田淵記念館
- 田淵氏庭園（国の名勝）
- 伊和都比売神社
- 赤穂大石神社
  - 義士宝物殿
  - 大石邸庭園
- 花岳寺（義士宝物館）